# Liberland
Liberland, oficjalnie Wolna Republika Liberlandu – mikronacja położona między Chorwacją a Serbią na zachodnim brzegu Dunaju. Została proklamowana 13 kwietnia 2015 przez czeskiego libertariańskiego polityka i aktywistę Víta Jedličkę, który został jej prezydentem po wyborach, w których dostał dwa głosy za i żadnego głosu przeciw.

## Informacje ogólne
Republika Liberlandu została ulokowana w pobliżu miejscowości Zmajevac w Chorwacji i Bački Monoštor w Serbii. Jej powierzchnia wynosi ok. 7 km². Ustrój został określony jako republika konstytucyjna z elementami demokracji bezpośredniej. Językami urzędowymi zostały czeski i angielski, a walutą ustanowiono merit.
Proklamując powstanie Liberlandu, Vít Jedlička ogłosił, że celem utworzenia tego państwa jest stworzenie na ziemi niczyjej „oazy wolności”, w której „uczciwi ludzie będą mogli się rozwijać”, a aparat państwowy „nie będzie nakładał na nich ograniczeń ani podatków”.

## Reakcje międzynarodowe
- Chorwacki minister spraw zagranicznych i europejskich, wspominając o Liberlandzie, stwierdził, że uznaje proklamowanie tego państwa za żart[3].
- Serbski minister spraw zagranicznych stwierdził, że Liberland nie narusza granicy Serbii, nie wspomniał jednak o możliwości oficjalnego uznania Liberlandu[4].
- Czeskie ministerstwo spraw zagranicznych odcięło się od działalności Víta Jedlički, stwierdzając, że nie ma z nią nic wspólnego oraz że jest ona nieodpowiednia i potencjalnie szkodliwa[5].
- Kilku posłów z klubu parlamentarnego Kukiz’15 złożyło 15 lipca 2016 roku interpelację do MSZ ws. uznania Wolnej Republiki Liberlandu[6]. Pomimo ponowienia interpelacji przez posłów, wiceminister MSZ Jan Dziedziczak uznał istnienie Liberlandu za niezgodne z prawem międzynarodowym[7].

Republika Liberland została uznana jedynie przez dwie inne mikronacje: Królestwo Północnego Sudanu i Sealand. Proklamacja mikronacji spotkała się natomiast z aprobatą partii libertariańskich i radykalnie liberalnych.